# Konrad X. (Oels)
Konrad X. von Oels (auch Konrad X. „der junge Weiße“, lateinisch Conradus Albus, polnisch Konrad X Biały; * 1420; † 21. September 1492) war von 1450 bis 1452 gemeinsam mit seinem Bruder Konrad IX. „dem Schwarzen“ Herzog von Oels, Cosel, Steinau sowie halb Beuthen. Nach der Teilung 1452 gehörten ihm das Herzogtum Oels (ohne die Stadt Oels) und Steinau. Zudem erbte er 1471 nach dem Tod seines Bruders Konrad IX. Cosel und Beuthen und nach dem Tod von dessen Witwe 1483/85 die Stadt Oels. 

## Leben
Konrad X. entstammte dem Glogauer Zweig der Schlesischen Piasten. Seine Eltern waren Konrad V. „der Kanthner“ († 1439) und Margareta († 1449/50), deren Herkunft nicht bekannt ist. Konrad X. war mit Dorothea Reynkenberg verheiratet, die 1471 verstarb. Die Ehe blieb kinderlos. Alle männlichen Mitglieder des Hauses Oels trugen den Vornamen Konrad, weshalb sie zur Unterscheidung mit Beinamen bezeichnet werden.
Nach dem Tod des Vaters 1439 wurden Konrad X. „der junge Weiße“ und sein älterer Bruder Konrad IX. „der Schwarze“, die noch nicht die Volljährigkeit erlangt hatten, unter die Vormundschaft ihres Onkels Konrad VII. des alten Weißen gestellt. Er hatte ihnen zu ihrem Unterhalt lediglich die Stadt Kanth zugewiesen und sich geweigert, das gesamte väterliche Erbe an sie auszuhändigen. Nachdem sie schon bald mündig wurden, kam es deshalb zwischen ihnen und ihrem Vormund zu kriegerischen Auseinandersetzungen. Dabei wurden sie von ihrem bischöflichen Onkel Konrad IV. „Senior“ unterstützt, der 1444 seinen Bruder Konrad VII. wegen dessen Unnachgiebigkeit in seiner Residenzstadt Neisse gefangensetzte.
Nachdem der kinderlose Herzog Konrad VII. beabsichtigte, seine Gebietsanteile an die Herzöge von Sagan zu übertragen, obwohl dieses Vorhaben im Widerspruch zu der 1437 vereinbarten und bestätigten Gesamtbelehnung durch den böhmischen Landesherrn stand, wurde er 1450 von Konrad X. und dessen Bruder Konrad IX. gefangen genommen und zum Rücktritt von der Regierung gezwungen. Anschließend verwalteten die beiden Brüder die Oelser Besitzungen bis zum Tod Konrads VII. im Jahre 1452 gemeinsam. Bei der anschließenden Teilung erhielt Konrad X. das Herzogtum Oels (ohne die Stadt Oels) sowie das Gebiet von Steinau und Wohlau, während seinem Bruder Konrad IX. die Stadt Oels sowie die oberschlesischen Gebiete von Beuthen und Cosel zufielen.
In den Auseinandersetzungen um den böhmischen Königsthron nach dem Tod des Königs Ladislaus Postumus 1457 standen Konrad X. und sein Bruder Konrad IX. auf Seiten des Gubernators Georg von Podiebrad. Trotzdem trat Konrad X. am 19. April 1458 einem Bündnis bei, dem neben dem Breslauer Bischof Jost II. von Rosenberg und dessen Domkapitel auch die Erbfürstentümer Breslau und Schweidnitz-Jauer sowie die Herzöge Heinrich IX. von Glogau, die Saganer Brüder Balthasar und Johann II. sowie Hedwig, die Witwe des Liegnitzer Herzogs Johann I. angehörten. Der Bund richtete sich gegen das böhmische Wahlkönigtum Georgs von Podiebrad, den sie zudem als einen nicht-rechtgläubigen König ablehnten. Nachdem Konrad X. und sein Bruder Konrad IX. 1459 Georg von Podiebrad huldigten, bestätigte er ihnen ihre Besitzungen und Privilegien und ernannte Konrad X. zu seinem Feldhauptmann in den Kämpfen gegen die Breslauer. Zu einer Entfremdung zu Georg von Podiebrad kam es, als dieser den sächsischen Kurfürsten Friedrich II. dadurch gewinnen wollte, dass er ihm am 27. Februar 1461 die diesem von Kaiser Friedrich III. widerrechtlich verbriefte Anwartschaft auf die Länder des 1452 verstorbenen Herzogs Konrad VII. „des alten Weißen“ bestätigte. Nachdem am 23. Dezember 1466 der neue Papst Paul II. über Georg von Podiebrad ein Verdammungsurteil verhängte und nachfolgend die Streitigkeiten zwischen den Katholiken und Utraquisten kriegerische Ausmaße annahmen, kämpften Konrad X. und sein Bruder zusammen mit den königlichen Söhnen sowie Johann II. von Sagan wiederum auf Seiten Georgs von Podiebrad. Im selben Jahr erwarb Konrads Bruder Konrad IX. die zweite Hälfte von Beuthen, die seit 1369 im Teschener Besitz war, während Konrad X. der Witwe Wilhelms von Troppau, Salome von Častolowitz und ihrem Sohn Wenzel III. († 1474), Steinau überließ.
Nach dem Tod seines Bruders Konrad IX. „des Schwarzen“ 1471 erbte Konrad X. dessen Besitzungen. Seiner Witwe Margareta († 1483/85) wies er als Leibgedinge die Stadt Oels zu und übernahm über deren damals sechsjährige Tochter Barbara die Vormundschaft. Im Juli 1471 begleitete Konrad X. zusammen mit weiteren schlesischen Herzögen den Thronanwärter Vladislav II. auf seinem Weg von Krakau nach Prag. Da sowohl Mähren als auch das Herzogtum Oppeln bereits dem Gegenkönig Matthias Corvinus ergeben waren, mussten sie einen Umweg über Auschwitz, Troppau, Neisse und weiter durch Glatz und die Grafschaft Glatz nehmen. Da Konrad X. wegen seiner Verbundenheit zu Georg von Podiebrad und zu dessen jagiellonischem Nachfolger eine Enteignung durch Matthias Corvinus fürchtete, verlobte er sein Mündel Barbara, die Tochter seines verstorbenen Bruders, mit Albrecht, dem erst zweijährigen Sohn der Herzogs Heinrich d. Ä. von Münsterberg, dem er gleichzeitig seinen gesamten oberschlesischen Besitz verkaufte. Heinrich d. Ä. gab Hultschin und Krawarn sofort an seinen ältesten Bruder Boček weiter. 1475 verlor Heinrich d. Ä. Beuthen, Cosel und halb Gleiwitz an Matthias Corvinus, dem es 1474 gelang, sich auch in Mittelschlesien festzusetzen, indem er in den Oelser Städten Wohlau und Militsch die Eventualhuldigung entgegennahm. Gleichzeitig verbriefte er Margaretha von Sachsen die versprochene Anwartschaft auf die Länder von Konrads Onkel Konrad VII. „des alten Weißen“. Seine Pläne durchkreuzte der verschuldete Konrad X., indem er mit Margarethas Söhnen Albrecht und Ernst Verhandlungen über den Verkauf des Herzogtums Oels führte. Matthias seinerseits hielt die Kurfürsten Albrecht und Ernst von den Verhandlungen dadurch ab, dass er mit ihnen ein Bündnis schloss und sie mit Sagan belehnte. Sie verhandelten trotzdem mit Konrad X. weiter, da sie gerne auch Oels besitzen wollten. Weitere Verhandlungen verhinderte König Matthias dadurch, dass er Konrads Schulden und als Gegenleistung Konrads Länder übernahm. Konrad, der sich verpflichten musste, nichts mehr zu veräußern, versprach er eine lebenslange Nutznießung seiner Länder. 
Trotzdem besetzte Konrad 1489 ohne königliche Genehmigung die Stadt Steinau, die er selbst 1469 Salome von Častolowitz überlassen hatte. Daraufhin zog Feldhauptmann Johann von Haugwitz das ganze Herzogtum Oels ein, das nun von Matthias Corvinus an seinen Sohn Johann Corvinus übertragen wurde. Konrad wurde als einzige Residenz Auras überlassen. Nach dem Tod des Königs Matthias Corvinus 1490 erhielt Konrad X. vom böhmischen Landesherrn Vladislav II. das Herzogtum Oels wieder zurück, starb jedoch schon zwei Jahre später. Mit ihm erlosch die Oelser Linie des Glogauer Zweigs der Schlesischen Piasten. Seine Besitzungen fielen als erledigtes Lehen an die Krone Böhmen heim.